# Latas
Latas (en occità: Latas, en francès Lattes) és un municipi occità del Llenguadoc, situat al departament de l'Erau i a la regió d'Occitània.